# Kansas State Fair

Kansas State Fair im Jahr 2005

Die jährliche Kansas State Fair findet jeden September in Hutchinson (Kansas) statt. Die Ausstellung, welche auf dem Kansas State Fairground beheimatet ist, beginnt am Freitag nach Labor Day und dauert 10 Tage.
Diese größte Einzelveranstaltung in Kansas zieht jährlich ca. 350.000 Menschen aus allen 105 Counties und auch aus anderen Bundesstaaten an.
Die Kansas State Fair bietet der Geschäftswelt eine gute Gelegenheit sich zu präsentieren, da es über 1000 Standplätze für kommerzielle Anbieter gibt. Darüber hinaus gibt es zahlreiche Wettbewerbe in den unterschiedlichsten Kategorien, die hauptsächlich die Landwirtschaft betreffen.